# 直喙凤仙花
直喙凤仙花（学名：Impatiens rectirostrata）为凤仙花科凤仙花属下的一个种。

## 扩展阅读
- 維基物種上的相關：直喙凤仙花